# Catedral de San Juan Bautista (Pskov)
La catedral de San Juan Bautista (en ruso: Собор Иоанна Предтечи) es una iglesia ortodoxa rusa situada en la ciudad rusa de Pskov. Se encuentra en el margen izquierda del río Velíkaya (en el distrito de Zavelichie), frente al Kremlin de Pskov. Construida en el territorio del ahora desaparecido monasterio de Juan el Bautista del siglo XII. Durante varios siglos, fue lugar de enterramiento de las princesas de Pskov. Desde 2007, la catedral ha servido como parte en Pskov del monasterio suburbano de Krypetsk. En 2019 fue inscrita por la UNESCO en el Patrimonio de la Humanidad, parte del conjunto «Iglesias de la escuela de arquitectura de Pskov».
Se trata de un templo de piedra de seis pilares interiores y tres ábsides con tres cúpulas en forma de casco, cubiertas con mosaico. El edificio tiene proporciones achaparradas, parece arraigado en el suelo (debido al aumento de la capa vegetal de su alrededor en 1,5 metros). La simplicidad de la construcción destaca por la ausencia casi completa de decoración en la fachada.

## Datación

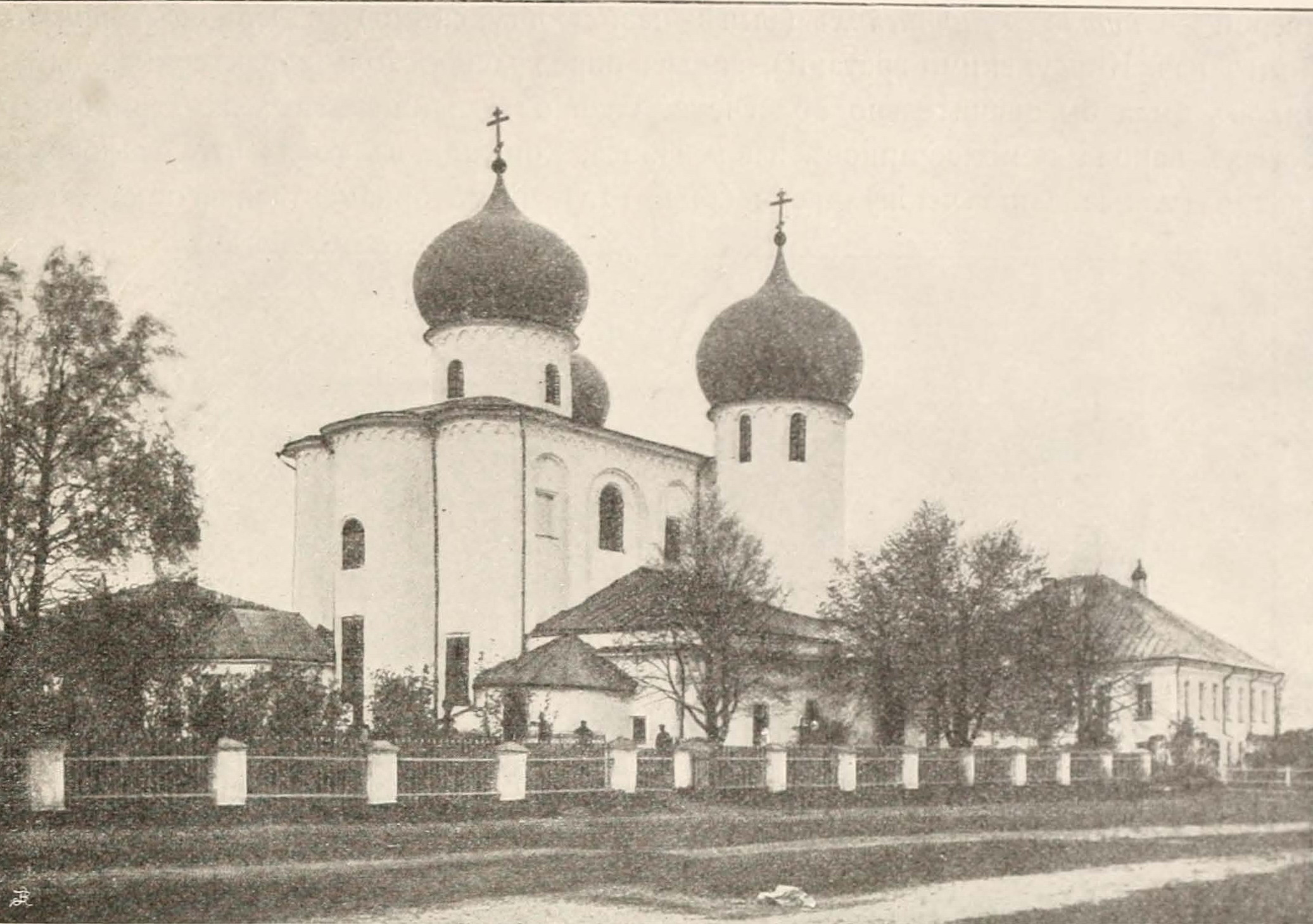
La Catedral de la Natividad de la Virgen (Monasterio Antoniev) (1127), el supuesto ejemplo de la Catedral de San Juan de Pskov.

La cuestión de la fecha de la catedral dio lugar a muchas controversias. Los investigadores del siglo XIX - principios del siglo XX, creían que el fundador de la iglesia de piedra en nombre de Juan Bautista en Pskov fue enterrado allí: la princesa Eufrosina de Pskov (en el monacato con el nombre de Eufrasia). Los investigadores posteriores han negado esta versión y han atribuido el tiempo de construcción de un templo hacia los años 1120-1130. El posible fundador de un monasterio era la viuda del príncipe Vsévolod de Pskov.
G.V. Alferova (1958) ha demostrado la gran afinidad arquitectónica del edificio de San Juan Bautista con otro templo de Pskov, la catedral de la Transfiguración del monasterio Mirozhski, y ha datado ambas edificaciones en una única época, habiendo fechado la iglesia principal del monasterio del Mirozha en los años 1137-1138.
Yu. P. Spegalski consideró insolventes las fechas propuestas, señalando el interior inexplorado de la construcción. Después de realizar un estudio arqueológico del templo en 1964, V. D. Beletski sugirió que por analogía con la iglesia de Pskov de Dmitri Solunski, el monumento fue construido entre los años 1119-1139. P. N. Maximov atribuyó la fábrica de la catedral a finales del siglo XII, indicando su medida, de un menor número de ventanas, no localizadas en filas rítmicas, A.I. Komech (m. 2007) se refirió al tiempo de la aparición de la edificación en los años 1137-1142.
С. P. Mijáilov supuso que el modelo para la construcción del templo de San Juan, podría ser la catedral de la Natividad de Nóvgorod del Monasterio de San Antonio, que tenía una solución figurativa, una fachada, una disposición y un interior similares. Estas dos también tienen las dimensiones principales muy cercanas. Así, la longitud de las puertas occidentales hacia «lugar de montaña» en la de Juan Bautista miden 16,4 m, y en la de la Natividad 16,5 m de anchura del espacio interior, sobre 10,3 m idéntica la anchura de las naves laterales. Sobre la iglesia de la Natividad del Monasterio de Antoniev como una posible muestra directa de la catedral de San Juan Bautista de Pskov también se refirió A. I. Komech.

## Historia
Se desconoce la fecha de construcción de la catedral de Juan el Bautista. Según la leyenda, el monasterio de Juan fue fundado por la esposa del príncipe Pskov Yaroslav Vladimirovich, Efrosina Rogvolodovna. La princesa, en el monacato de Eufrasia, supuestamente fue la primera abadesa del monasterio. La catedral fue mencionada por primera vez en los anales en el año 1243. El arquitecto S.P.Mikhailov sugirió que la catedral fue construida por orden de Vsévolod de Pskov poco después de la construcción de la Iglesia de San Juan Bautista de Nóvgorod.. Formas arquitectónicas y la coincidencia casi completa de los tamaños de los ladrillos de las dos iglesias (en Pskov - 4.5–5.5 × 22–25 × 34.5–36 cm, y en Nóvgorod - 5–5.5 × 22– 24 × 35–36 cm). En 1243, Eufrasia fue asesinada en Livonia y enterrada en la catedral de San Juan. Entonces, los registros clericales del siglo XIX informaron que «... la iglesia fue construida en el verano de 1247 por la princesa Eufrasia, tía del noble príncipe Dovmont». El templo se menciona en los anales del año 1433, cuando hubo un gran incendio en Pskov: «... Y más allá del río en los monasterios de San Juan, la iglesia en fuego se llenó de relámpagos en la oscuridad y los iconos se oscurecieron ...».
En los siglos XVI-XVII, el Monasterio de San Juan, fue mencionado repetidamente. Muchos monarcas fueron contribuyentes al monasterio. Luego, en 1510, el Gran Duque Basilio III de Moscú otorgó al monasterio un certificado de inaccesible, que posteriormente fue confirmado por los zares Fedor Ivanovich, Mikhail Fedorovich y Alexei Mikhailovich. En 1615, el monasterio fue tomado por las tropas del rey sueco Gustavo Adolfo, que intentaba capturar Pskov. En 1693, el monasterio poseía 64 campesinos y agricultores. En 1743, el monasterio cayó en decadencia: cinco monjas vivían en él. Una descripción detallada del monasterio se remonta a 1763: «la Iglesia de la Natividad de Juan el Bautista es fría, de piedra, de tres cúpulas con un campanario de piedra, en el que colgaban dos campanas grandes y dos pequeñas. Con ella hay una iglesia cálida de lado a lado, de una cúpula, también de piedra, en nombre de San Andrés. Los edificios restantes del monasterio, con la excepción de las bodegas de piedra, permanecieron de madera».
A principios del siglo XIX, la reconstrucción comenzó en el monasterio, en 1805, se erigió una cerca de piedra, se reconstruyeron edificios y celdas agrícolas. En 1816, el iconostasio fue dorado, y el piso de baldosas sustituyó al de antes de madera. En 1840, la catedral fue sometida a cambios importantes: algunas ventanas para una mejor iluminación se separaron, mientras que otras (en el tambor central) se colocaron por completo. El interior se distorsionó aplicando una gruesa capa de yeso a todas las estructuras. En 1845, a expensas del comerciante A. A. Deryabin, se desmanteló la destartalada capilla de Andreevsky y se construyó una nueva en su lugar. En 1872, las puertas reales fueron rehechas y el iconostasio fue de nuevo dorado.

### sigloXX
En 1912, el edificio se tomaron medidas por primera vez.  Por decreto del Presidium del Comité Ejecutivo de la provincia de Pskov del 16 de septiembre de 1923, el monasterio fue cerrado. Los edificios del monasterio fueron transferidos a la planta proletaria, la casa social estaba ubicada en la nave lateral. En marzo de 1924, las campanas fueron retiradas de la catedral y enviadas para fundirse. Al año siguiente, la catedral fue transferida para expandir el club social «con la condición de no violar el estilo y la arquitectura del edificio». En el verano de 1925, se otorgó el permiso para destruir el cementerio del monasterio.
Durante la Segunda Guerra Mundial la catedral fue dañada por el fuego en 1944 durante las batallas por la liberación de Pskov, pero no de forma muy significativa. En 1946, se llevó a cabo la «remoción de escombros y ruinas». En 1948 se instalaron las bases de los pilares del extremo occidental, se pusieron en marcha y se bloquearon con abrazaderas metálicas el muro occidental del templo. Después de desmontar el altar lateral Andreyevsky, se instalaron aspas en la fachada norte, al igual que en la fachada sur. En el muro occidental, en la parte central se restauró la ventana. Durante los años 1948-1950 P. N. Maximov realizó una importante labor de restauración del monumento para su rescate y retirada de la «condición de emergencia» en la que se encontraba en ese momento. Al mismo tiempo, retocaron principalmente la parte de la fachada de la catedral. Durante los trabajos también se restauraron los cabezales en forma de casco y el revestimiento de los compartimentos, se abrieron todas las aperturas del tambor principal y se arreglaron las ventanas de rendija en el lugar de las ventanas realizadas en el siglo XIX.
Después de la restauración de la catedral a finales de los años 1940 y principios de los 1950, se utilizó durante mucho tiempo, primero como almacén de carbón y luego como de papel de una imprenta regional. En 1978, durante los trabajos de restauración en el interior de la catedral en un nicho se encontró un tesoro de 70 objetos. El 27 de diciembre de 1990 la iglesia fue transferida a la diócesis de Pskov, durante esa década, se realizaron trabajos de reparación y reurbanización del nártex. En febrero de 2007 la catedral de San Juan Bautista fue transferida al monasterio de Krypetski, para la creación del Jardín Teológico de Juan el Bautista.

## Arquitectura

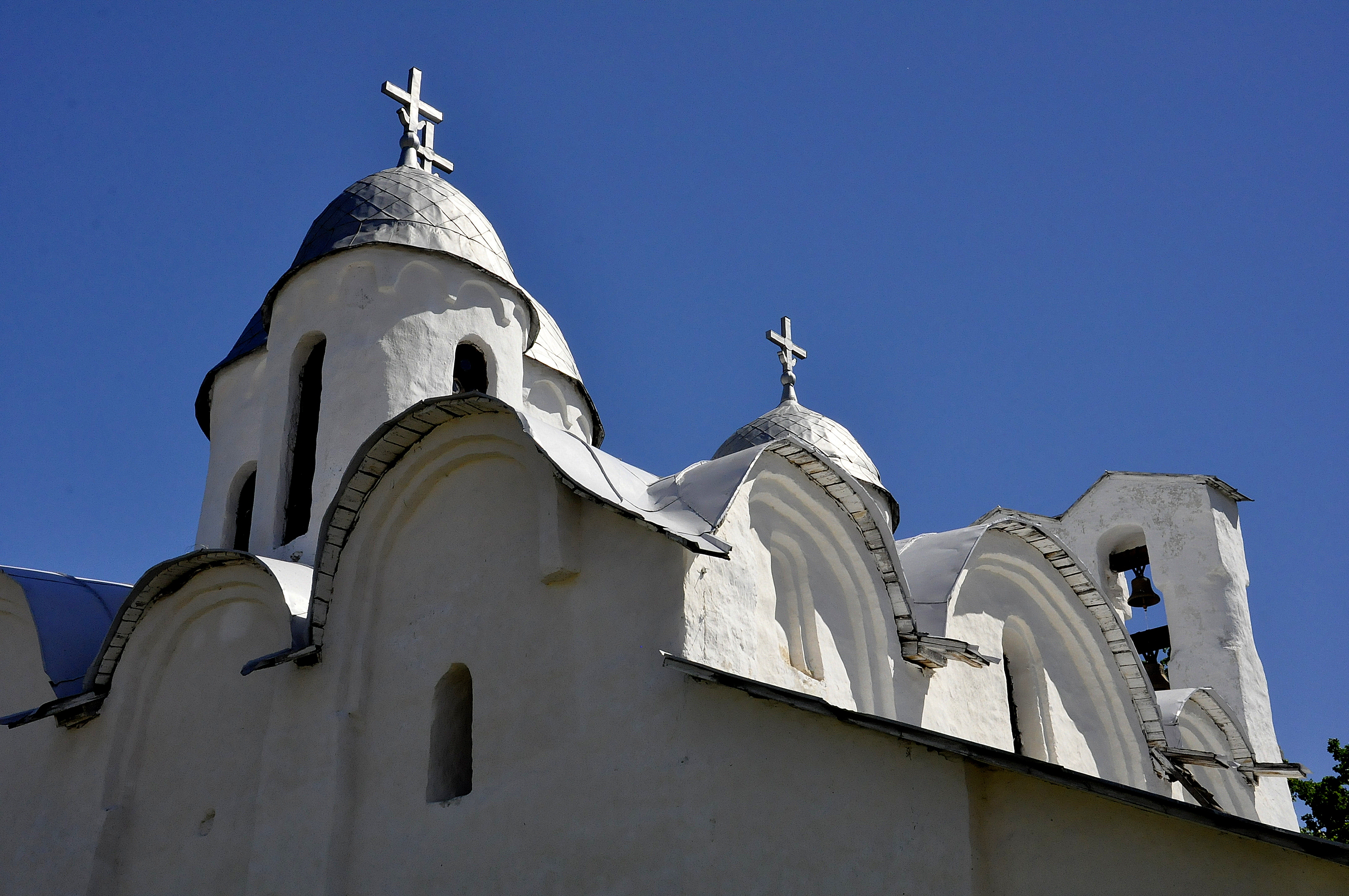
Decoración exterior de la catedral.

La aspereza y la irregularidad son características del esquema del plan de la construcción. Con una gran curvatura de líneas y superficies. El edificio tiene proporciones muy robustas. La anchura desigual de las espinas y del zakomar hace que el ritmo de estos elementos sea menos estricto. La simplicidad de la construcción se ve subrayada por la casi total ausencia de decoración de la fachada. La capa vegetal que rodea el edificio es de 1,5 metros (Комеч, 1993). El suelo del interior de la catedral está 0,7 m por debajo de la superficie actual.
El templo tiene seis pilares y tres ábsides de 19,5 m de largo y 12,8 m de ancho. El grosor de las paredes es de 1,1-1,2 m. Los cimientos del templo son de hormigón armado, de unos 40-50 cm de profundidad. Los cimientos consisten en cantos rodados y zócalos rotos rellenos de mortero de cemento sobre un suelo rocoso. La antigua planta del edificio se encuentra 95 cm por debajo del nivel del suelo. Consistía en un mortero con cemento y estaba cubierto con losas de piedra caliza. Los muros del templo están hechos de placas de piedra caliza gris con capas de ladrillos. Piedras y ladrillos se alternan en los arcos y dinteles de las ventanas. El tamaño de los ladrillos es de 4,5-5,5 × 22-25 × 34,5-36 cm, en algunos lugares la longitud de los ladrillos alcanza los 39 cm. En ábsides y pequeños tambores, el tamaño de los ladrillos es de 3,5-5 × 15-17 × 22-23 cm.

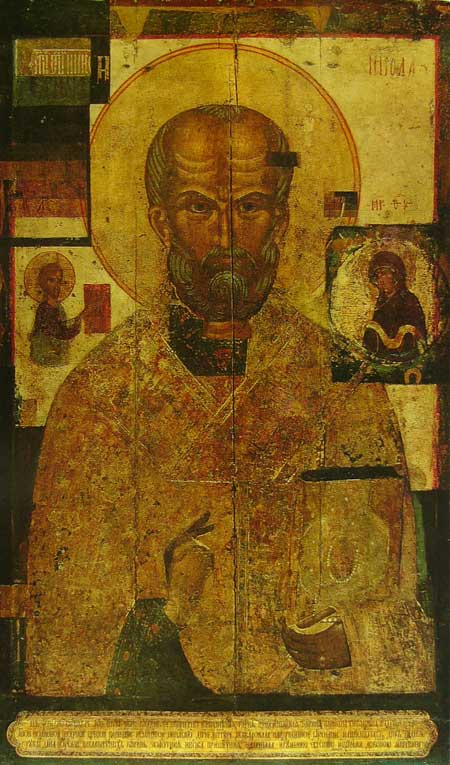
«Nicola» procedente de la catedral, actualmente se encuentra en la Galería Tretiakov.

En el grueso muro occidental hay una escalera que conduce a los coros, los cuales se apoyan en vigas de madera. Los pilares orientales del edificio tienen una sección transversal en forma de T y están conectados a los muros inter-laterales. Los pilares occidentales bajo la cúpula son octaédricos en la parte inferior y rectangulares en la parte superior. Los occidentales más extremos debajo del coro son redondos, y en la parte superior son rectangulares. El espacio de la cúpula es de 4,2 m a lo largo del templo y 3,9 m de ancho. Las bóvedas son cilíndricas. En los muros exteriores hay lesenas planas. En el interior de la división norte del muro occidental, donde se encuentra la escalera, está cubierta con losas de repisas. Hay un lugar alto o púlpito superior en el altar. Existen huellas de la barrera altar o templón. Hay tres nichos de sal arqueados en el edificio. El templo está coronado con tres ábsides: uno grande y dos pequeños. El tambor del central tiene ocho ventanas, el resto tienen cuatro ventanas cada uno. En el siglo XVI, se adjuntó un vestíbulo al lado occidental —según otras fuentes, a principios del siglo XVIII— que ha sobrevivido hasta nuestros días (siglo XXI). Al mismo tiempo, se agregó un campanario de dos luces sobre la cornisa del nártex de la fachada sur.

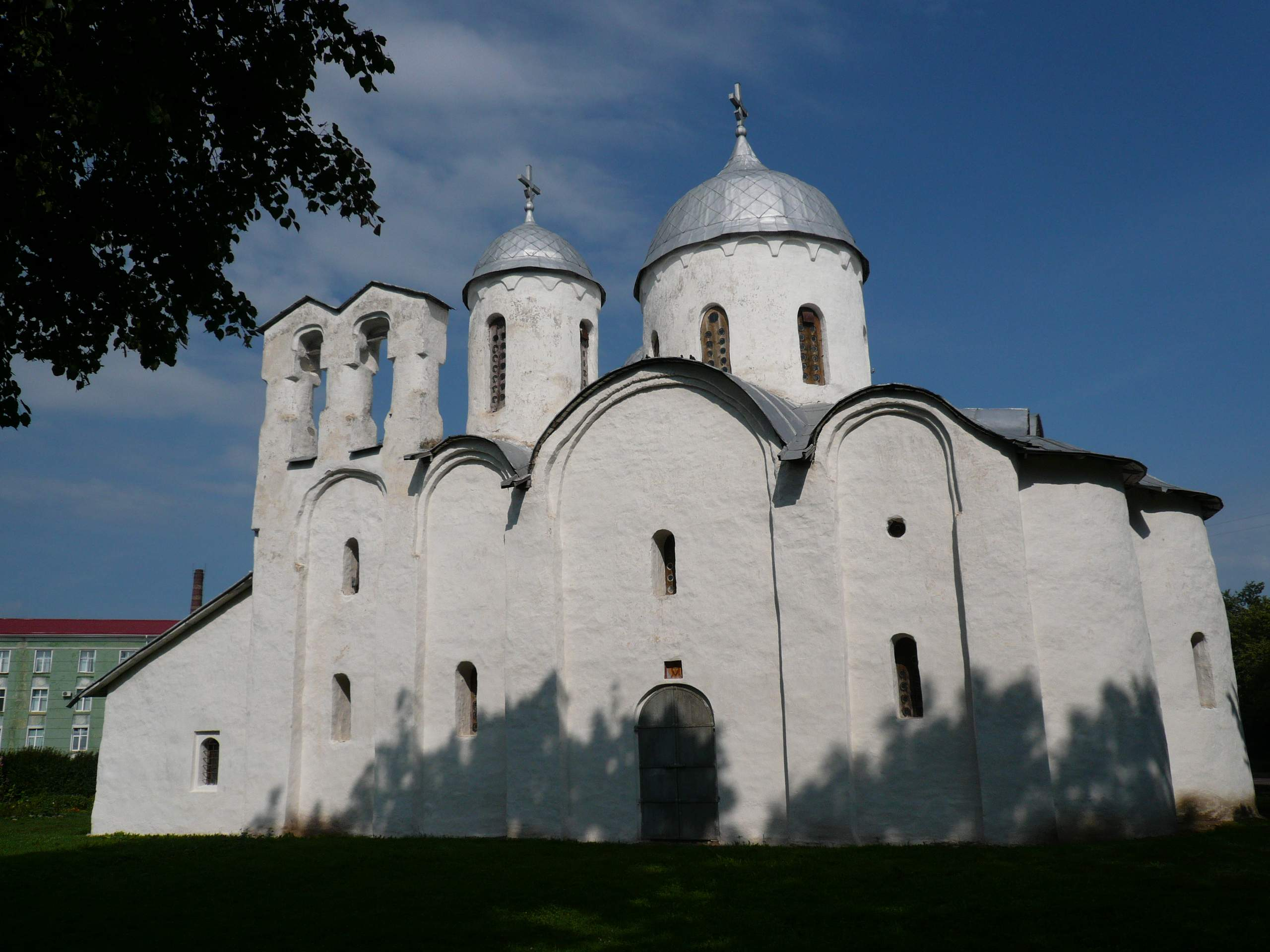
Vista exterior donde se aprecia el campanario con dos luces aabiertas.

La catedral tiene tres portales. Las ventanas están dispuestas en dos niveles. En el primer nivel, las ventanas de las fachadas y los ábsides son estrechas y tienen un extremo semicircular. Las ventanas del segundo nivel en las fachadas sur y norte en las divisiones occidental central y extrema también son estrechas con un extremo semicircular; en las otras dos divisiones y en los ábsides hay ventanas redondas ciegas. En la fachada occidental del segundo nivel de las articulaciones laterales hay nichos. Además de ellos y el perfil a dos niveles de las zacamoras, las fachadas del edificio están privadas de elementos decorativos. La colocación de la entrada a los coros en el grosor del muro occidental es un fenómeno completamente nuevo en la arquitectura de la escuela de Nóvgorod. En cambio las ventanas redondas de la catedral eran exclusivas de la arquitectura rusa.
En el templo se han conservado restos de pintura al fresco. Según las técnicas de construcción y las formas de la arquitectura, la construcción se refiere a la primera mitad del siglo XII, probablemente a los años 1130-1140. El edificio sobrevivió en todas sus partes principales. Los añadidos posteriores no cambiaron mucho la apariencia original. Fue restaurado en 1949-1950. Fue investigado en 1978-1979.

## Estado legal
El monumento (ubicado en la dirección: Pskov, calle Gorki, 1-a) es propiedad del estado. El monumento «Catedral de San Juan Bautista del Monasterio de Ivanovo» fue transferido a la parroquia de la Iglesia de la Natividad de San Juan Bautista de la Diócesis de Pskov de la Iglesia Ortodoxa Rusa sobre la base del acuerdo de uso gratuito n.º 11 del 14 de febrero de 2008. Obligación de seguridad n.º 1062 del 25 de enero de 2008. El tema de la protección fue aprobado por orden del Ministerio de Cultura de Rusia del 20 de agosto de 2012 n.º 910.
Por decisión de la 43.ª sesión del Comité del Patrimonio Mundial de la UNESCO, el 7 de julio de 2019 se incluyó en la Lista del Patrimonio Mundial de la UNESCO (en la lista de templos de la escuela de arquitectura de Pskov).